# Zenon z Kition

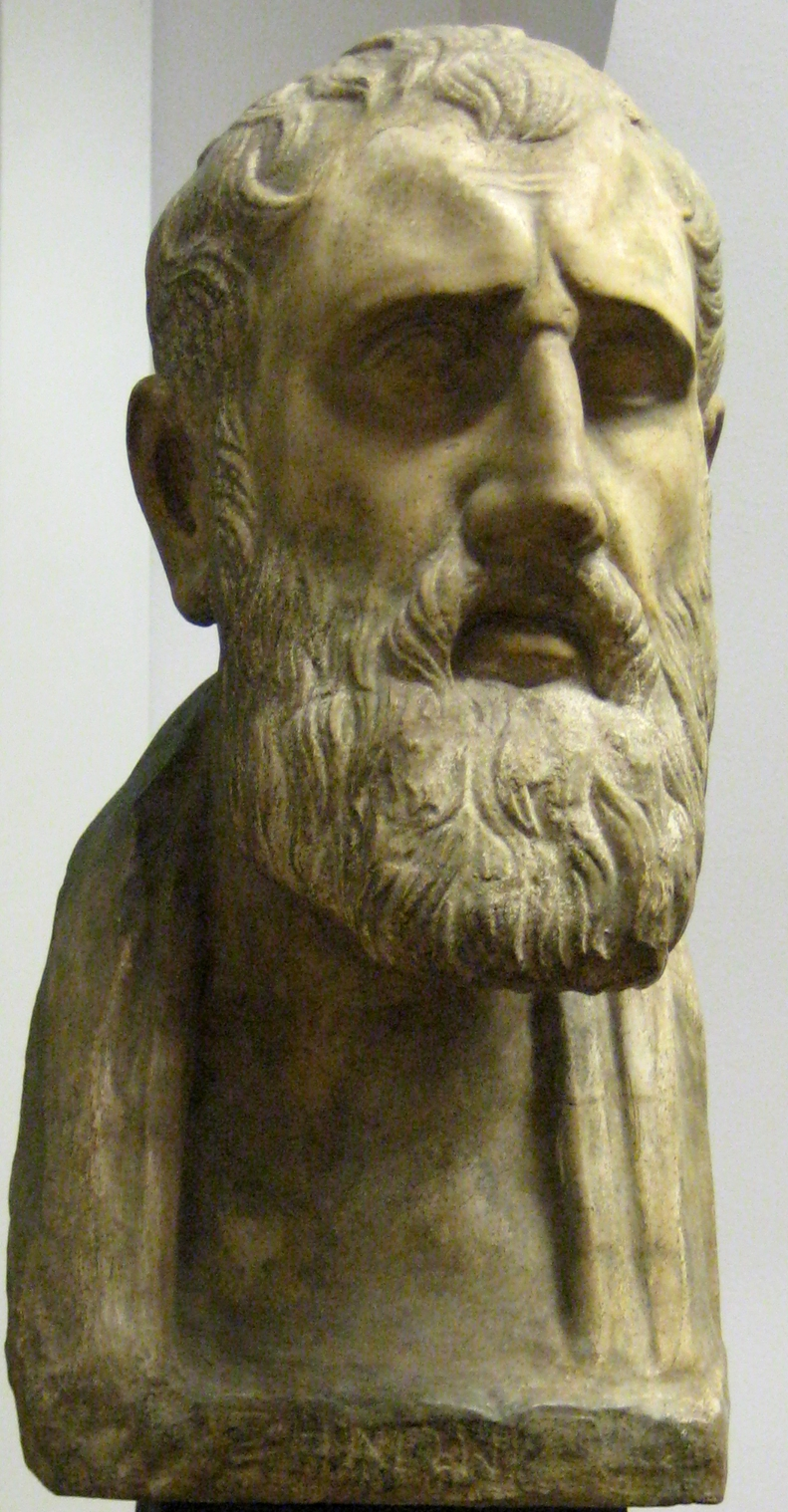
Zenon z Kition

Zenon z Kition, Zenon z Kitionu (gr. Ζήνων ὁ Κιτιεύς, trb. Zenon ho Kitieus; ur. ok. 335 p.n.e. w Kition na Cyprze, zm. ok. 263 p.n.e. w Atenach) – grecki filozof, założyciel szkoły stoików. 
Pozostawał pod wpływem autorów, takich jak Ksenofont i Platon, opisujących postać i nauczanie Sokratesa, potem pobierał nauki u cyników (Krates z Teb), których obyczaje go zraziły. Jego szkoła miała być odpowiedzią na ogród Epikura. Za życia stał się najsławniejszym filozofem w Atenach, a na jego wykłady ściągali uczniowie ze wszystkich stron Grecji. Dał początek kierunkowi zwanemu stoicyzmem, który nakazuje zachować spokój zarówno w cierpieniu jak i w szczęściu. Nie należy poddawać się emocjom i namiętnościom. Jego powiedzenie: "Fortuna kołem się toczy".
Wizerunek Zenona z Kition został umieszczony na cypryjskich monetach obiegowych o nominale 20 centów bitych z przerwami w latach 1989-2004.

## Śmierć
Laertios tak relacjonuje jego śmierć: Gdy wychodził ze szkoły, potknął się i upadł, łamiąc sobie palec u nogi. Uderzając pięścią w ziemię, zacytował wers z Niobe: Przychodzę, przychodzę, czemu mnie wołasz? Zmarł na miejscu wskutek wstrzymania oddechu.

## Poglądy
Zenon w etyce przyjmował, że szczęście daje człowiekowi tylko cnota, uniezależniająca go od wszelkich okoliczności oraz ucząca życia zgodnego z rozumem i naturą. Powinna ona prowadzić do obojętności wobec wszystkiego, co nie jest moralnie dobre ani złe (adiafora). Postulował wyzbycie się szkodliwych namiętności (apatheia), które uważał za źródło zła; wartość moralną uczynków uzależniał od intencji.
Stoicy byli przekonani o celowości świata i o istnieniu przeznaczenia. W warstwie etycznej przekłada się to na ich postulat dążenia do osiągnięcia cnoty, który rozumieli jako dostrojenie się do rozumnego biegu wydarzeń.

## Dzieła
- Etyka
- O całym świecie
- O instynkcie, czyli o naturze człowieka
- O namiętnościach
- O nauce pitagorejskiej
- O obowiązku
- O państwie
- O prawie
- O sposobach wyrażania
- O słuchaniu poetów
- O wykształceniu helleńskim
- O wzroku
- O znakach
- O życiu zgodnym z naturą
- Pięć problemów homeryckich
- Sztuka, odpowiedzi i dowody
- Wspomnienia o Kratesie
- Zagadnienia ogólne